# Thị trấn đồn trú vùng biên Elvas và các công sự của nó
Thị trấn đồn trú vùng biên Elvas và các công sự của nó là một Di sản thế giới được UNESCO công nhận từ năm 2012. Elvas là một thành phố Bồ Đào Nha ở Alentejo, gần biên giới Bồ Đào Nha-Tây Ban Nha.
Khu vực này, được củng cố từ thế kỷ 17 đến 19, đại diện cho hệ thống bức tường thành ở nơi khô cạn lớn nhất thế giới. Trong các bức tường của nó, thị trấn chứa đồn trú và các tòa nhà quân sự khác cũng như nhà thờ và tu viện. Trong khi Elvas chứa tàn tích có từ thế kỷ thứ 10, công sự của nó bắt đầu trong Chiến tranh phục hồi Bồ Đào Nha. Các công sự đóng một vai trò quan trọng trong Trận chiến Phòng tuyến Elvas năm 1659. Các công sự được thiết kế bởi tu sĩ dòng Tên Hà Lan-Bỉ Padre João Piscásio Cosmander và là đại diện cho ví dụ còn lại được bảo tồn tốt nhất của trường phái pháo đài Hà Lan. Các địa điểm của Di sản này bao gồm:
- Trung tâm lịch sử của Elvas
- Cầu máng nước Amoreira, được xây dựng để chống lại các cuộc bao vây kéo dài
- Pháo đài Santa Luzia
- Pháo đài Nossa Senhora da Graça
- Pháo đài São Mamede
- Pháo đài São Pedro
- Pháo đài São Todos